# Процесс пятидесяти

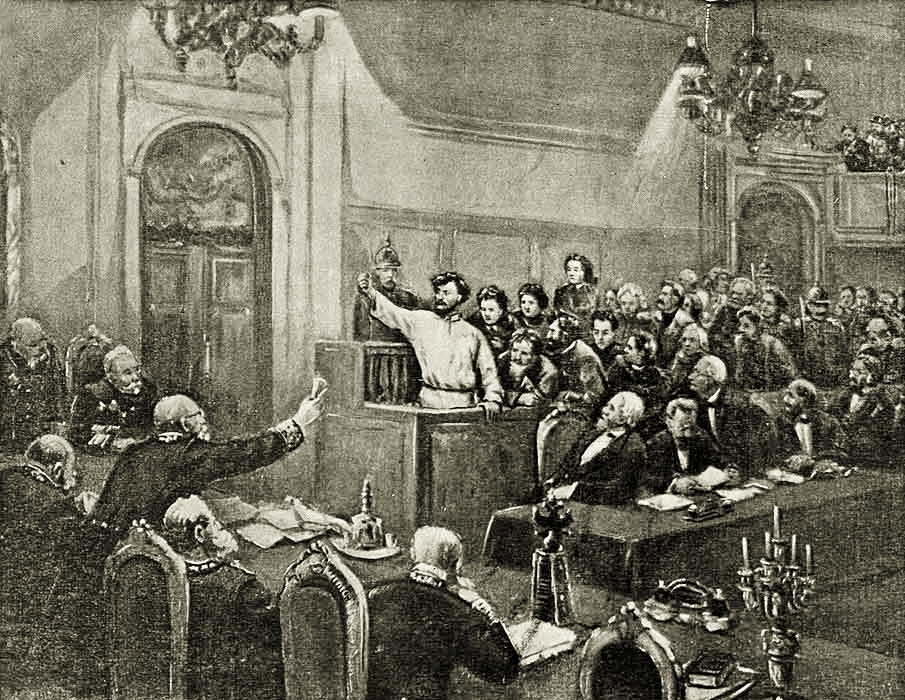
Речь Петра Алексеева на «процессе 50-ти»: «…Подымется мускулистая рука миллионов рабочего люда и ярмо деспотизма, ограждённое солдатскими штыками, разлетится в прах». Гравюра Г. В. Ивановского.

«Процесс пятидесяти» («Процесс москвичей», Суд над участниками «Всероссийской социально-революционной организации», официальное название: «Дело о разных лицах, обвиняемых в государственном преступлении по составлению противозаконнаго сообщества и распространению преступных сочинений») — судебное дело революционеров-народников, по обвинению в участии в «тайном сообществе, задавшемся целью ниспровержения существующего порядка», разбиравшееся в Петербурге в Особом Присутствии Правительствующего Сената с 21 февраля по 14 марта 1877 года.

## Участники процесса

### Председатель суда
Первоприсутствующий Особого присутствия Правительствующего сената сенатор К. К. Петерс.

### Государственный обвинитель
Исправляющий должность товарища обер-прокурора уголовного кассационного департамента К. Н. Жуков.

### Защита
Присяжные поверенные:
В. Д. Спасович, Г. В. Бардовский, В. Н. Герард, А. Л. Боровиковский, В. О. Люстиг, К. Ф. Хартулари, А. А. Ольхин, Е. В. Корш, Г. Г. Борщов, В. С. Буймистров и др. Всего 15 адвокатов.

### Подсудимые и приговор
1. Агапов С. И. — 3 года 4 месяца каторги
2. Александров В. П. — 6 лет каторги
3. Александров Г. А. — ссылка в Сибирь
4. Александрова В. И. — ссылка в Сибирь
5. Алексеев П. А. — 10 лет каторги
6. Бардина С. И. — 9 лет каторги
7. Баринов И. В. — ссылка в Сибирь
8. Батюшкова В. Н. — ссылка в Сибирь
9. Беляевский А. П. — ссылка в Сибирь
10. Васильев Н. — ссылка в Сибирь
11. Введенская Е. А. — 2 недели ареста
12. Воронков М. Ф. — ссылка в Сибирь
13. Гамкрелидзе А. Е. — ссылка в Сибирь
14. Гельфман Г. М. — 2 года принудительных работ
15. Георгиевская Н. Г. — 2 месяца тюрьмы
16. Георгиевский В. Г. — ссылка в Сибирь
17. Джабадари И. С. — 5 лет каторги
18. Егоров Ф. Е. — ссылка в Сибирь
19. Едуков И. И. — 1 год 3 месяца тюрьмы
20. Едуков Н. И. — 3 месяца принудительных работ
21. Зданович Г. Ф. — 6 лет 8 месяцев каторги
22. Злобин И. А. — ссылка в Сибирь
23. Иванов Л. А.[1] — ссылка в Сибирь
24. Кардашев С. M. — 5 лет каторги
25. Ковалёв В. О. — ссылка в Сибирь
26. Кураков И. А. — 3 недели ареста
27. Лукашевич А. О. — ссылка в Сибирь
28. Любатович В. С. — ссылка в Сибирь
29. Любатович О. С. — 9 лет каторги
30. Медведева Е. П. — ссылка в Сибирь
31. Млодецкий М. А.[2] — ссылка в Сибирь
32. Николаев П. Н. — ссылка в Сибирь
33. Нуромский А. И. — ссылка в Сибирь
34. Овчинников М. П. — ссылка в Сибирь
35. Остров П. А. — оправдан
36. Рождественский И. М. — оправдан
37. Сбромирский Г. А. — оправдан
38. Сидорацкий Г. П. — 6 недель заключения в смирительном доме
39. Субботина Е. Д. — ссылка в Сибирь
40. Субботина М. Д. — ссылка в Сибирь
41. Субботина Н. Д. — ссылка в Сибирь
42. Топоркова А. Г. — 4 года принудительных работ
43. Трубецкой А. Е. — 2 недели ареста
44. Туманова (Гамкрелидзе) Е. Б. — 6 недель тюрьмы
45. Фетисов И. С. — 1 год 3 месяца тюрьмы
46. Фигнер Л. Н. — ссылка в Сибирь
47. Хоржевская А. С. — 5 лет каторги
48. Цвиленев Н. Ф. — ссылка в Сибирь
49. Цицианов А. К. — 8 лет каторги
50. Чикоидзе M. H. — ссылка в Сибирь.

## Содержание процесса
Первый в России политический процесс, на котором активно выступили рабочие (14 чел.) и женщины (16 чел.). Все подсудимые были молоды — большей частью 18-23 лет. Главное обвинение — участие в «тайном сообществе, задавшемся целью ниспровержения существующего порядка». Практически все члены революционной организации попали на скамью подсудимых и организация прекратила своё существование. Процесс был гласным и публичным.
Алексеев, Бардина, Зданович выступили с революционными программными речами.
Центральным событием процесса была речь рабочего-революционера Петра Алексеевича Алексеева.
Подсудимые не признавали себя членами какой-либо организации, но с точки зрения так называемой революционной этики держались безукоризненно. Ни один из подсудимых не стал сотрудничать со следствием и судом. Никто не просил снисхождения и помилования.
Только один осуждённый — Николай Васильев подал прошение о помиловании в мае 1877 года. К тому времени он заболел тяжёлым психическим заболеванием и умер в 1878 году.
Адвокаты присяжные поверенные B. Д. Спасович, Г. В. Бардовский, А. А. Ольхин, А. Л. Боровиковский, В. Н. Герард и др. выработали план защиты по соглашению с подсудимыми и успешно разоблачали свидетелей обвинения. Вопреки ожиданиям суда, сочувственно к подсудимым выступили на суде свидетели из рабочих.
Судебный процесс пятидесяти сыграл крупную роль в русском революционном движении, он помог народникам преодолеть аполитизм и перейти к политической борьбе с самодержавием в Российском государстве.

### Выступления обвиняемых
В официальном сообщении о речах подсудимых было только кратко упомянуто, но тексты их речей были переданы «на волю» и тут же две из них (Алексеева и Бардиной) были отпечатаны в нелегальной петербургской типографии А. Н. Аверкиева, который поплатился за это ссылкой. Тексты с речами подсудимых распространились по всей России. В том же году они были напечатаны за границей в пятом томе «Вперед!» (вместе с речами Г. Здановича и С. Агапова). Материалы «Процесса пятидесяти» поместили также и другие органы русской революционной эмиграции — «Набат», «Работник», «Общее дело».
Речи Бардиной и Алексеева, отпечатанные нелегально, стали одним из лучших образцов русской агитационной противоправительственной литературы. Мужественное поведение подсудимых и суд над ними (в особенности над женщинами) привлекли к революционным народникам общественные симпатии среди студенческой молодёжи и некоторой части творческой интеллигенции.

#### Речь Петра Алексеева на суде. 9 марта 1877
В своём выступлении Петр Алексеев обрисовал тяжелое и бесправное положение рабочих, подверг критике реформу отмены крепостного права 1861 года. Выразил уверенность в том, что революционная интеллигентская молодежь пойдет неразлучно с народом по пути освобождения российского пролетариата.
Широкую известность обрели его заключительные слова:

«Поднимется мускулистая рука миллионов рабочего люда и ярмо деспотизма, огражденное солдатскими штыками, разлетится в прах».
Они стали хрестоматийными и вошли во многие школьные учебники второй половины XX века.

#### Речь С. И. Бардиной на суде. 9 марта 1877
Речь С. И. Бардиной, наряду с выступлением Петра Алексеева, считается первой программной речью революционеров на суде. Не отрицая факта пропаганды на фабрике Лазарева, Бардина не согласилась с обвинением, причислявщим её к тайной организации, а также отвергла другие пункты обвинения.

«Преследуйте нас, как хотите, но я глубоко убеждена, что такое широкое движение,
продолжающееся уже несколько лет сряду и вызванное, очевидно, самим духом времени,
не может быть остановлено никакими репрессивными мерами…»
Её заключительные слова стали крылатыми:

«Преследуйте нас, за вами пока материальная сила, господа,
но за нами сила нравственная, сила исторического прогресса,
сила идеи, а идеи — увы! — на штыки не улавливаются!».

## Влияние и интерес к процессу
Русские писатели Н. А. Некрасов, M. E. Салтыков-Щедрин, И. С. Тургенев оставили сочувственные отклики о процессе.
Русский поэт Я. П. Полонский посвятил девушкам-осуждённым на процессе своё стихотворение «Узница» (рукопись 1877 г.), а участник процесса, присяжный поверенный А. Л. Боровиковский под впечатлением суда написал популярное стихотворение «К судьям».
Определённый интерес «процесс пятидесяти» вызвал и за границей. К. Маркс выражал сочувствие осуждённым на процессе, а Ф. Энгельс просил Лопатина Г. А. прислать статью о процессе и фото осуждённых женщин для альманаха-календаря В. Бракке.